# Aszur-dan III
Aszur-dan III (akad. Aššur-dān, tłum. „bóg Aszur jest potężny”) – król Asyrii, syn Adad-nirari III, brat i następca Salmanasara IV; według Asyryjskiej listy królów panować miał przez 18 lat. Jego rządy datowane są na lata 772–755 p.n.e.
Źródła dotyczące panowania tego króla są bardzo ubogie. Wzmiankowany jest głównie w inskrypcjach wpływowych dostojników państwowych, co świadczy o słabości władzy królewskiej i państwa w tym czasie.
Za czasów Aszur-dana III odnotowano w asyryjskiej kronice eponimów informację o zaćmieniu Słońca (tzw. zaćmienie Bur-Sagale), do którego miało dojść w dziewiątym roku jego panowania. Uczonym udało się ustalić, że zaćmienie to miało miejsce 15 czerwca 763 r. p.n.e. Tym samym możliwe stało się dokładne osadzenie w czasie chronologii starożytnego Bliskiego Wschodu 1. połowy I tys. p.n.e.